# Wacław Kurnatowski
Wacław Emil Albert Kurnatowski herbu Łodzia (ur. 23 lipca 1855 w Brudzewie, zm. 8 stycznia 1922 tamże) – polski ziemianin, działacz społeczny i niepodległościowy, właściciel dóbr Brudzew i pierwszy starosta kolski po odzyskaniu przez Polskę niepodległości.

## Życiorys
Wacław Kurnatowski przyszedł na świat jako ostatnie, ósme z kolei dziecko Alfreda Kurnatowskiego i Olimpii z Nieszkowskich. Podobnie jak inni męscy członkowie jego rodziny, był kalwinem. Wychowywał się w rodzinie o tradycjach patriotycznych, jego ojciec podczas powstania styczniowego odgrywał znaczącą rolę w lokalnej organizacji stronnictwa białych, a jego dwaj starsi bracia – Ryszard i Gustaw brali czynny udział w walce zbrojnej. Podczas powstania rodzice Wacława i jego siostra zostali aresztowani przez Rosjan i osadzeni w Cytadeli Warszawskiej, zwolniono ich jednak po wpłaceniu przez rodzinę sumy 30 tysięcy rubli.
Nie wiadomo wiele o wykształceniu młodego Kurnatowskiego, wiadomo jednak, że jego rodzice dbali o dobre wykształcenie swoich dzieci. Możliwe, że wykształcenie zdobywał w Szkole Realnej w Kaliszu. Przed 1880 roku Wacław Kurnatowski ożenił się z katoliczką – Marią Unrug, z którą doczekał się pięciu córek.
W listopadzie 1883 roku za sumę 105 tysięcy rubli przejął od ojca dobra brudzewskie, które w związku z wysokimi kontrybucjami po powstaniu styczniowym znajdowały się w trudnej sytuacji materialnej. W 1895 roku w związku z zaległościami na rzecz Towarzystwa Kredytowego Ziemskiego dobra brudzewskie wystawiono na licytację. Aby ratować majątek, Kurnatowski udał się na Litwę, gdzie zatrudnił się jako administrator w majątku Stanisława Gawrońskiego, ojca dyplomaty Jana Gawrońskiego. Jego zabiegi pozwoliły mu uratować majątek, który pod koniec stulecia zaczął być uznawany za jeden z przodujących w hodowli bydła rasy szwyckiej. Na wystawie zwierząt gospodarskich w Warszawie w 1897 roku otrzymał on srebrny medal za wystawienie bydła rasy szwyckiej, a także 50 rubli nagrody za zaprezentowanie rejestrów mleczności.
W lutym 1899 roku sprzedał część brudzewskiego majątku dwóm nowo powstałym stowarzyszeniom chłopskim: Brudzewskiemu Stowarzyszeniu Gospodarzy Litera A 37 i Brudzewskiemu Stowarzyszeniu Gospodarzy Litera B 25, koszt sprzedaży wyceniono na 29 tysięcy 800 rubli. Na początku XX wieku w wyniku pożaru uszkodzony został brudzewski dworek Kurnatowskich, Kurnatowski postanowił zbudować nowy dwór, na podstawie projektu Romualda Gutta. Gutt zaprojektował dla Kurnatowskiego dworek i jednocześnie ożenił się z jedną z jego córek – Henryką.
W 1914 roku został działaczem nowo utworzonej Ochotniczej Straży Pożarnej w Brudzewie, a wkrótce potem wybrany został na jej prezesa. Podczas I wojny światowej druhowie jednostki współpracowali z Polską Organizacją Wojskową. Podczas okupacji niemieckiej Kurnatowski udzielał w swoim dworku schronienia zubożałej i zagrożonej aresztowaniami inteligencji warszawskiej, angażował się także w działalność niepodległościową na terenie powiatu kolskiego. W listopadzie 1918 roku, jako członek Sejmiku Powiatowego, brał aktywny udział w przejmowaniu administracji w powiecie z rąk niemieckich. 10 listopada 1918 roku o godzinie 22:00 to właśnie jemu niemiecki naczelnik powiatu von Hoffman przekazał klucze do siedziby naczelnika powiatu. Nocą z 10 na 11 listopada ukształtował się także Tymczasowy Zarząd Powiatu Kolskiego, a pierwszym starostą został właśnie Wacław Kurnatowski. Funkcję starosty pełnił do marca 1919 roku, możliwe, że powodem opuszczenia zajmowanego stanowiska był jego słaby stan zdrowia. 
Na początku stycznia 1922 roku stan jego zdrowia gwałtownie się pogorszył. W wyniku choroby zmarł 8 stycznia 1922 roku w Brudzewie. Pochowano go w grobowcu na skraju dworskiego parku, po śmierci jego żony grobowiec został przekształcony w prywatny cmentarz Kurnatowskich. W późniejszych latach obok niego spoczęła jego żona, córka Cecylia oraz dwaj zmarli w niemowlęctwie wnukowie – Krzysztof Morsztyn i Marek Gutt.